# Fairchild C-82 Packet
Le Fairchild C-82 Packet était un appareil de transport bipoutre. Un exemplaire du C-82 Packet servit de prototype au C-119 Flying Boxcar.

## Historique

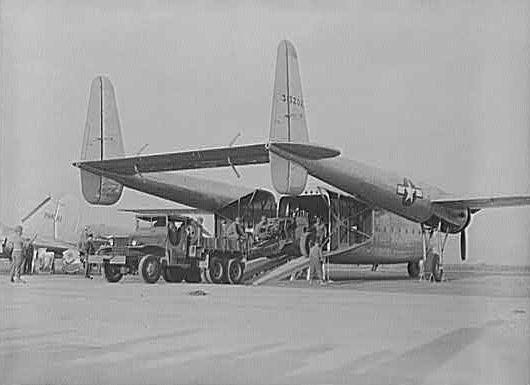
Embarquement d'une pièce d'artillerie en octobre 1944.

Le premier exemplaire vola en 1944, après une demande de l'USAAF pour un nouvel avion de transport, permettant des parachutages plus rapides et plus massifs. Fairchild Engine & Airplane Corporation développa donc un appareil bipoutre avec deux portes s'ouvrant vers l'arrière, par où s'effectuaient le chargement ou le déchargement. 
Une première commande de cent exemplaires fut signée, mais fin 1945 la commande fut modifiée et 892 exemplaires supplémentaires furent commandés.
Au vu des performances, seuls 223 exemplaires furent construits, l'USAAF trouvant l'appareil sous-motorisé, et incapable d'emporter des charges lourdes. Il ne sera donc qu'un avion de transition. 
Cinquante-sept appareils ont été accidentés, pour un bilan total d'une centaine de morts. Le plus important, survenu en France entre le Mont-Dore et Chambon-sur-Lac le 13 novembre 1951, fit 36 morts.

## Production
Le C-82 a été construit presque exclusivement par Fairchild à Hagerstown (Maryland). En 1946, North American a produit trois exemplaires à Dallas.
C-82 livrés à la USAAF entre 1945 et 1948 :
| Type  | 1945 | 1946 | 1947 | 1948 | TOTAL |
| ----- | ---- | ---- | ---- | ---- | ----- |
| C-82  | 4    |      |      |      | 4     |
| C-82A | 8    | 79   | 81   | 51   | 219   |
| TOTAL | 12   | 79   | 81   | 51   | 223   |

## Engagements
Le C-82 fut brièvement engagé lors de la Seconde Guerre mondiale surtout en tant que remorqueur de planeur.
Entre le 14 septembre et 30 novembre 1948, cinq C-82 Packet ont été utilisés pour ravitailler Berlin-Ouest pendant la crise du blocus de Berlin. Même si la capacité d'emport de l'appareil n'était que de huit tonnes, la grande taille de sa soute lui permettait de transporter des véhicules légers sans les démonter. Le C-82 est l'un des deux avions de grande capacité utilisés lors du pont aérien de Berlin, l'autre étant le C-74 Globemaster dont un exemplaire est engagé du 14 août au 21 septembre.

## Développement
La solution bipoutre étant intéressante, Fairchild modifia un des exemplaires du C-82 en XC-82B avec de nouveaux moteurs, un design aérodynamique modifié.
Les performances du XC-82B dépassant celle du C-82, l'USAAF lui attribua une nouvelle désignation le C-119 Flying Boxcar.

## Variantes
XC-82
Prototype. Un seul construit.
C-82A Packet
Version de production initiale. 220 construits.
EC-82A
1948, équipé d'un train d'atterrissage sur chenille conçu par Firestone. 13 C-82A prévus pour être convertis, mais un seul terminé.
XC-82B
1947, équipé d'un moteur en étoile Pratt & Whitney R-4360 de 2650 ch, précurseur du C-119. Un seul C-82A converti.
C-82N
1946, Appareils produits par North American Aviation. Seulement 3 exemplaires terminés, avant que la commande de 1000 exemplaires soit annulée.
Steward-Davis Jet-Packet 1600
1956, conversion civile du Fairchild C-82A avec un turboréacteur d'appoint Westinghouse J30-W de 7,1 kN de poussée dans une nacelle au-dessus du fuselage. Au moins trois exemplaires convertis.
Steward-Davis Jet-Packet 3200
Conversion du Jet-Packet 1600 avec deux moteurs J30-W au-dessus du fuselage. Un seul exemplaire converti en 1957.
Jet-Packet 3400
Jet-Packet avec un seul Westinghouse J34-WE-34 (3,250 lbf (14.5 kN)) ou J-34-WE-36 (3,400 lbf (15 kN)). Au moins quatre convertis en 1962.
Steward-Davis Jet-Packet II
Programme de réduction du poids de la cellule pour améliorer la charge utile et d'amélioration de la puissance des moteurs Pratt & Whitney R-2800CB-16. Appliqué à au moins trois Jet-Packet 1600 ou 3400, dont le C-82A Ontos de TWA.
Steward-Davis Skytruck I
1964, C-82A avec une masse maximale au décollage augmentée, de meilleures performances et un système de dégivrage par air chaud, Un seul converti.
Steward-Davis Skypallet
1965, refonte du C-82A avec un plancher séparé de l'avion pour des cargaisons de grande taille et l'installation d'une grue interne. Un seul avion converti.

## Opérateurs
États-Unis du Brésil

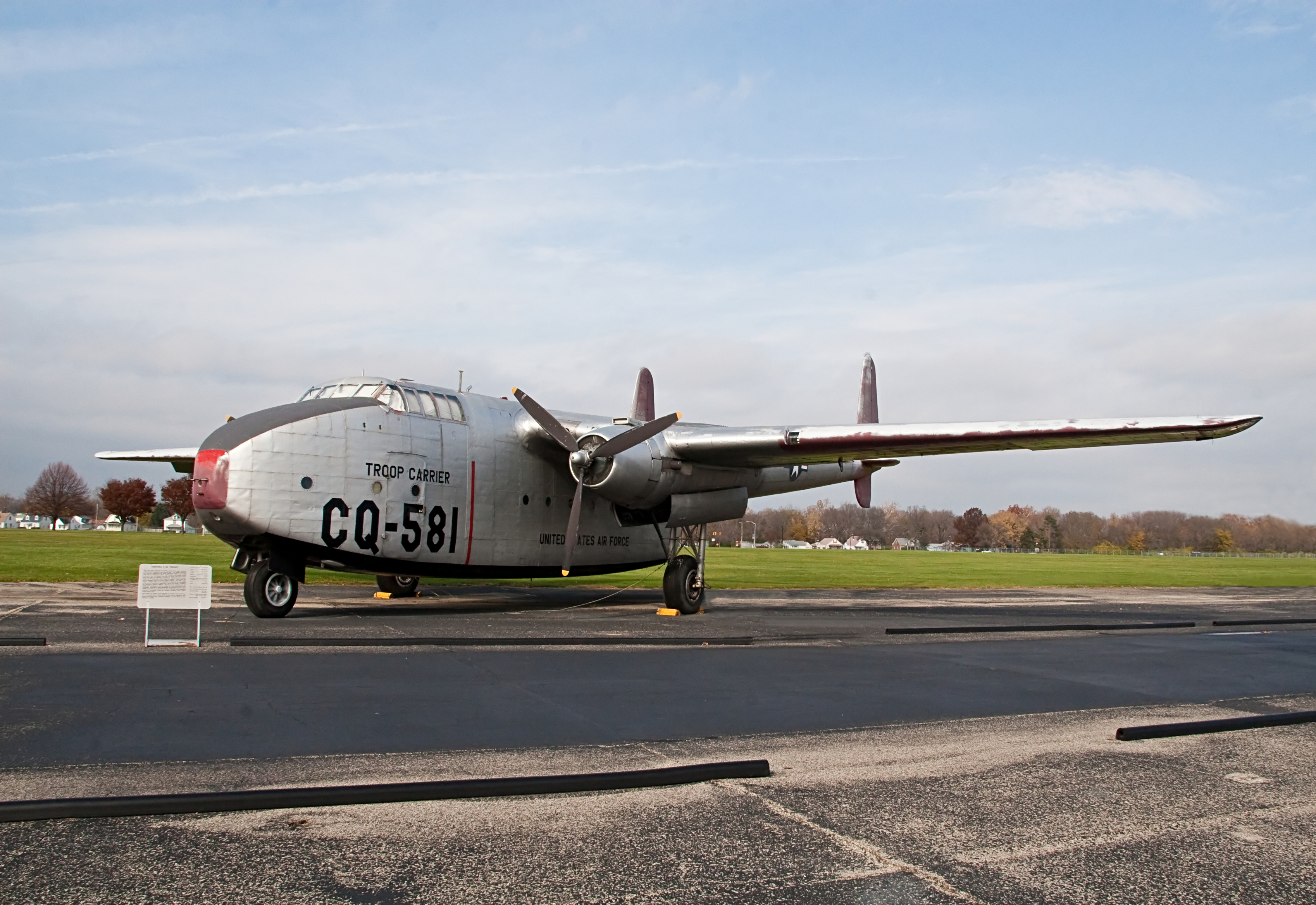
Fairchild C-82 Packet de l'USAF au National Museum of the United States Air Force en 2007.

- Força Aérea Brasileira (1956-1968)[6]
- Serviços Aéreos Cruzeiro do Sul

 Chili
- Linea Aerea Taxpa Ltda

 Honduras
- Fuerza Aérea Hondureña

 Mexique
- Compania Mexicana de Aviacion (CMA)

 États-Unis
- Interior Airways
- Trans World Airlines
- United States Army Air Forces
- United States Air Force

## Appareils exposés
Brésil
- 45-57783 – C-82A stocké sur l'Aéroport de Manaus-Eduardo Gomes à Manaus. Il est en mauvais état.
- 48-0585 – C-82A stocké au Museu Aeroespacial de Campo dos Afonsos à Rio de Janeiro. C'est un ancien appareil de la force aérienne brésilienne.

États-Unis
- 44-22991 – C-82A stocké dans la Walter Soplata Collection à Newbury, Ohio.
- 44-23006 – C-82A en exposition statique au Pima Air & Space Museum à Tucson, Arizona.
- 45-57814 – C-82A en exposition statique au Hagerstown Aviation Museum à Hagerstown, Maryland. L'avion vola jusqu'à sa destination finale le 15 octobre 2006, marquant le tout dernier vol du C-82.
- 48-0574 – C-82A en exposition statique au McChord Air Museum de la McChord Air Force Base à Tacoma, Washington.
- 48-0581 – C-82A en exposition statique au National Museum of the United States Air Force sur la Wright-Patterson Air Force Base près de Dayton, Ohio.

## Au cinéma
Dans le film Le Vol du Phœnix (1965), un C-82 s'écrase dans le désert libyen. Les passagers et l'équipage commandé par James Stewart tirent parti de l'épave pour construire un avion simplifié et rejoindre les régions habitées.

### Développement lié
- Fairchild C-119 Flying Boxcar
- Fairchild XC-120 Packplane

### Aéronefs comparables
- Armstrong Whitworth A.W.660 Argosy
- Fairchild C-123 Provider
- Nord 2501 Noratlas